# Стефан I (папа римский)
Стефан I (лат. Stephanus I; ? — 2 августа 257) — епископ Рима с 12 мая 254 года по 2 августа 257 года. Почитается как священномученик в Православной (память 15 [2] августа) и Католической (память — 2 августа) церквях.

## Биография
Стефан родился в Риме, но был греческого происхождения. Он стал епископом после служения архидиаконом при Луции I, который назначил Стефана своим преемником.
Стефан известен своим диспутом с карфагенским епископом Киприаном по вопросу о допустимости крещения еретиков. После преследований императора Деция в 250—251 годах возникли разногласия о том, как относиться к тем, кто отпал от веры, и Стефан дал указание Фаустину, епископу Лионскому, принять меры против Маркиана, епископа Арля, который отрицал покаяние отступников и симпатизировал сторонникам Новациана, позже объявленного еретиком. Как следует из сохранившихся посланий Киприана к папе, африканские епископы грозили Риму расколом церкви. Стефан считал, что для возвращающихся в христианскую веру не нужно повторное крещение, в то время как Киприан и некоторые епископы римской провинции Африка требовали перекрещения. В итоге позиция Стефана возобладала в Латинской Церкви, однако в Восточных Церквях этот вопрос так и не был решён. Подоплёкой спора был вопрос о верховенстве над испанскими епископами, на которое притязали как Рим, так и Карфаген.
Стефан также упоминается в декретах о восстановлении епископов Леона и Асторги, которые были низложены. но затем раскаялись.
Depositio episcoporum 354 года не называет папу Стефана I мучеником и не устанавливает дня его почитания, несмотря на упоминание в Золотой легенде, что в 257 году император Валериан I возобновил гонения на христиан. Согласно Золотой легенде, 2 августа 257 года папа сидел на папском престоле и служил мессу для своей паствы, когда люди императора вошли и отрубили ему голову. В XVIII веке ходила легенда, что на папском троне всё ещё сохранялись следы крови Стефана.
Сохранились три послания Стефана I и его декреты. Стефан I является покровителем хорватского города Хвар.